# Diecezja Ciudad Guayana
Diecezja Ciudad Guayana (łac. Dioecesis Civitatis Guayanensis) – diecezja Kościoła rzymskokatolickiego w Wenezueli. Należy do metropolii Ciudad Bolívar. Została erygowana 20 sierpnia 1979 roku przez papieża Jana Pawła II mocą konstytucji apostolskiej Cum nos.

## Główne świątynie
- Prokatedra: Prokatedra Matki Bożej Fatimskiej w Ciudad Guayana (tymczasowa)

## Biskupi diecezjalni
- Medardo Luis Luzardo Romero (1979–1986)
- José de Jesús Nuñez Viloria (1987–1990)
- Ubaldo Santana FMI (1991–2000)
- Mariano José Parra Sandoval (2001–2016)
- Helizandro Terán Bermúdez (2017–2022)
- Carlos Alfredo Cabezas Mendoza (od 2023)